# Markt- und Messlokation
Die Bezeichnungen Marktlokation und Messlokation beschreiben Prozesse im Energiemarkt. Dabei ist die Marktlokation ein Ort, an dem Energie kaufmännisch-bilanziell zwischen einem Netz und einem Erzeuger/Verbraucher übergeben wird. Davon getrennt ist die Messlokation ein Ort, an dem Energie gemessen wird. Die Begriffe wurden 2019 eingeführt, um die Prozesse im liberalisierten Energiemarkt präziser abbilden zu können.
Bei einem einfachen Haushaltszähler stehen Marktlokation und Messlokation in einer 1-zu-1-Beziehung – es sind aber auch kompliziertere Beziehungen möglich. Die Marktlokation wird durch die Malo-ID identifiziert, die Messlokation durch die Zählpunktbezeichnung.

## Definition

### Marktlokation
An einer Marktlokation wird Energie entweder erzeugt oder verbraucht. Das Objekt ist mit mindestens einer Leitung mit dem Netz verbunden. Die Marktlokation wird über die Malo-ID identifiziert.

### Messlokation
Eine Messlokation ist ein Ort, an dem Energie gemessen wird und der alle technischen Einrichtungen beinhaltet, die zur Ermittlung und Übermittlung der Messwerte erforderlich sind. Die Messlokation wird über die Zählpunktbezeichnung identifiziert.

### Beziehungen zwischen Marktlokation und Messlokation
Marktlokation und Messlokation können in unterschiedlichen Relationen zueinander stehen. Folgende Beziehungen sind beispielsweise möglich:
- 1:1-Beziehung: An einer Marktlokation wird Energie verbraucht, diese Entnahme wird an einer Messlokation gemessen (Beispiel: Einfamilienhaus mit einem Stromzähler).
- 1:0-Beziehung: An einer Pauschalanlage wird die verbrauchte Energie nicht gemessen (z. B. Sirene, Straßenbeleuchtung)
- 1:n-Beziehung: An einer Marktlokation wird Energie verbraucht, diese Entnahme wird an mehreren Messlokationen gemessen. Diese Mengen werden summiert und gemeinsam bilanziert/abgerechnet

## Regulatorischer Hintergrund
Zur Umsetzung des Gesetz zur Digitalisierung der Energiewende erließ die Bundesnetzagentur einen als Mako2020 bezeichneten Beschluss. Dieser sah die Einführung der Begriffe Markt- und Messlokation vor sowie die Verwendung dieser Begriffe in den Prozessbeschreibungen und Nachrichtenformaten. 
Zuvor gab es für die Bezeichnung Marktlokation verschiedene Begriffe in verschiedenen Gesetzes- und Regelungstexten. Unter anderem wurde die Marktlokation als Lieferstelle, Entnahmestelle, Ausspeisestelle, Messstelle oder Zählpunkt bezeichnet. Der BDEW schlug eine einheitliche Bezeichnung der Begriffsbestimmung vor, dem die Bundesnetzagentur im Rahmen ihrer Festlegung folgte.
Nach einer Phase der ID-Vergabe und Austausch dieser zwischen den Marktpartner wurden die neuen Prozesse und Formate ab dem 1. Dezember 2019 im Markt umgesetzt. Diese Umstellung bedeutete erhebliche Anpassungen in der IT und der Prozessbearbeitung in den jeweiligen Unternehmen.

## Identifikationsnummer

### Marktlokation
Die Marktlokations-Identifikationsnummer (kurz MaLo-ID) ist eine eindeutige Bezeichnung für eine Marktlokation im deutschen Energiemarkt.  Die MaLo-ID identifiziert die jeweilige Lokation nach ihrer erstmaligen Zuordnung dauerhaft, eine Veränderung der ID ist auch im Falle eines Netzbetreiberwechsels nicht vorgesehen, solange die Lokation existent ist. Verantwortlich für die Zuweisung einer MaLo-ID an eine Marktlokation ist der jeweilige Netzbetreiber.
Die MaLo-ID besteht aus elf Ziffern. Anders als bei der Zählpunktbezeichnung ist ein direkter Rückschluss auf den Netzbetreiber oder auf die Energieart (Strom oder Gas) anhand der ID nicht mehr möglich.
- Vergabestelle (1 Stelle) [1–3: DVGW; 4–9: BDEW]
- automatisierte ID (9 Stellen)
- Prüfziffer (1 Stelle)

Beispiel:
- 41373559241

Vor Einführung der MaLo-ID wurde die Marktlokation mittels einer Zählpunktbezeichnung, gegebenenfalls in Verbindung mit Angabe der OBIS-Kennzahl, identifiziert.

### Messlokation
Messlokationen werden durch die schon vor der Einführung der Begriffe Markt- und Messlokation genutzte Zählpunktbezeichnung identifiziert.

## Belege
1. ↑  Mako 2020 - Beschluss der Bundesnetzagentur. Abgerufen am 12. Juli 2024.
2. ↑  BDEW: Identifikatoren in der Marktkommunikation. 7. Februar 2025, abgerufen am 4. Mai 2025.